# Obersaxen Mundaun

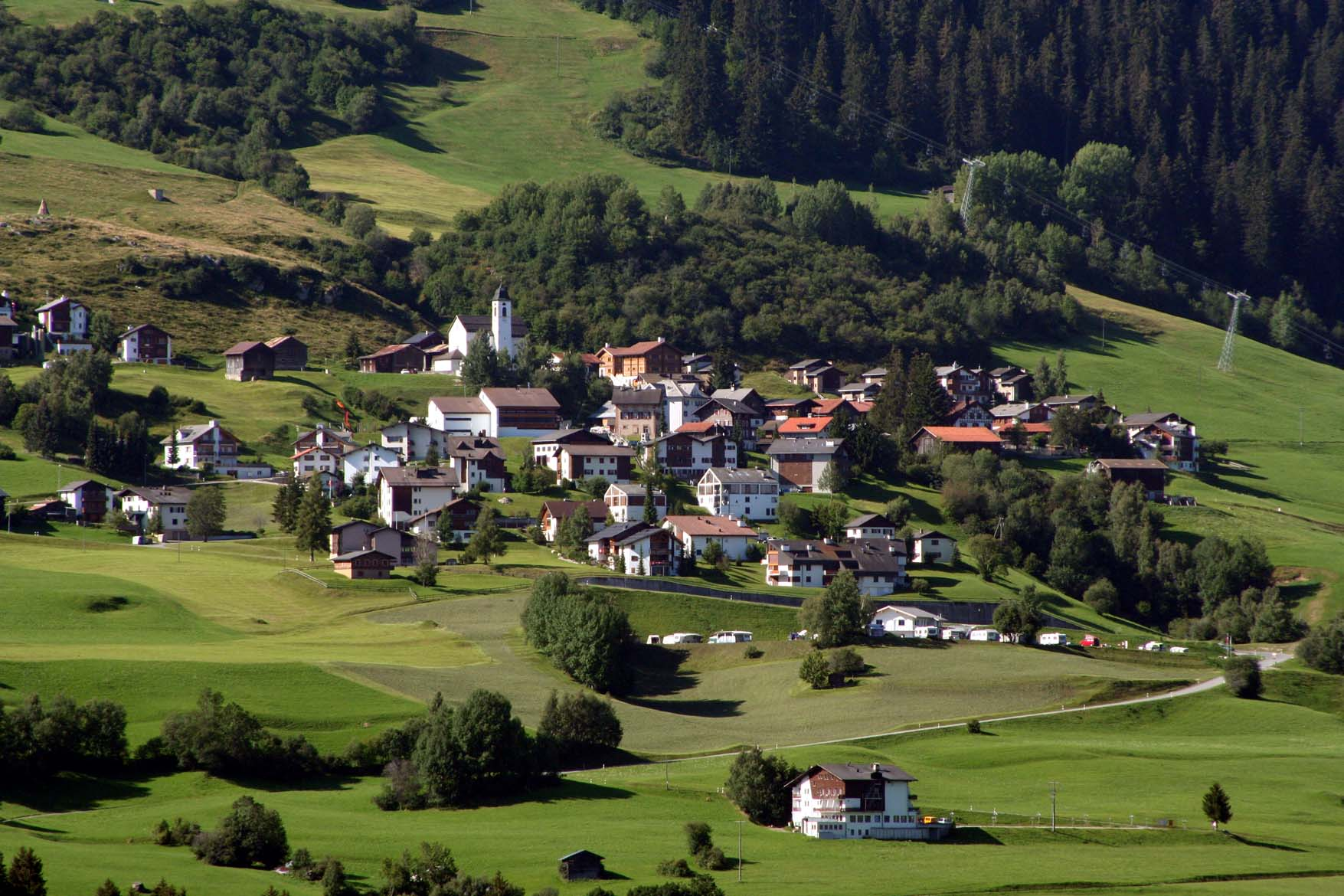
Surcuolm

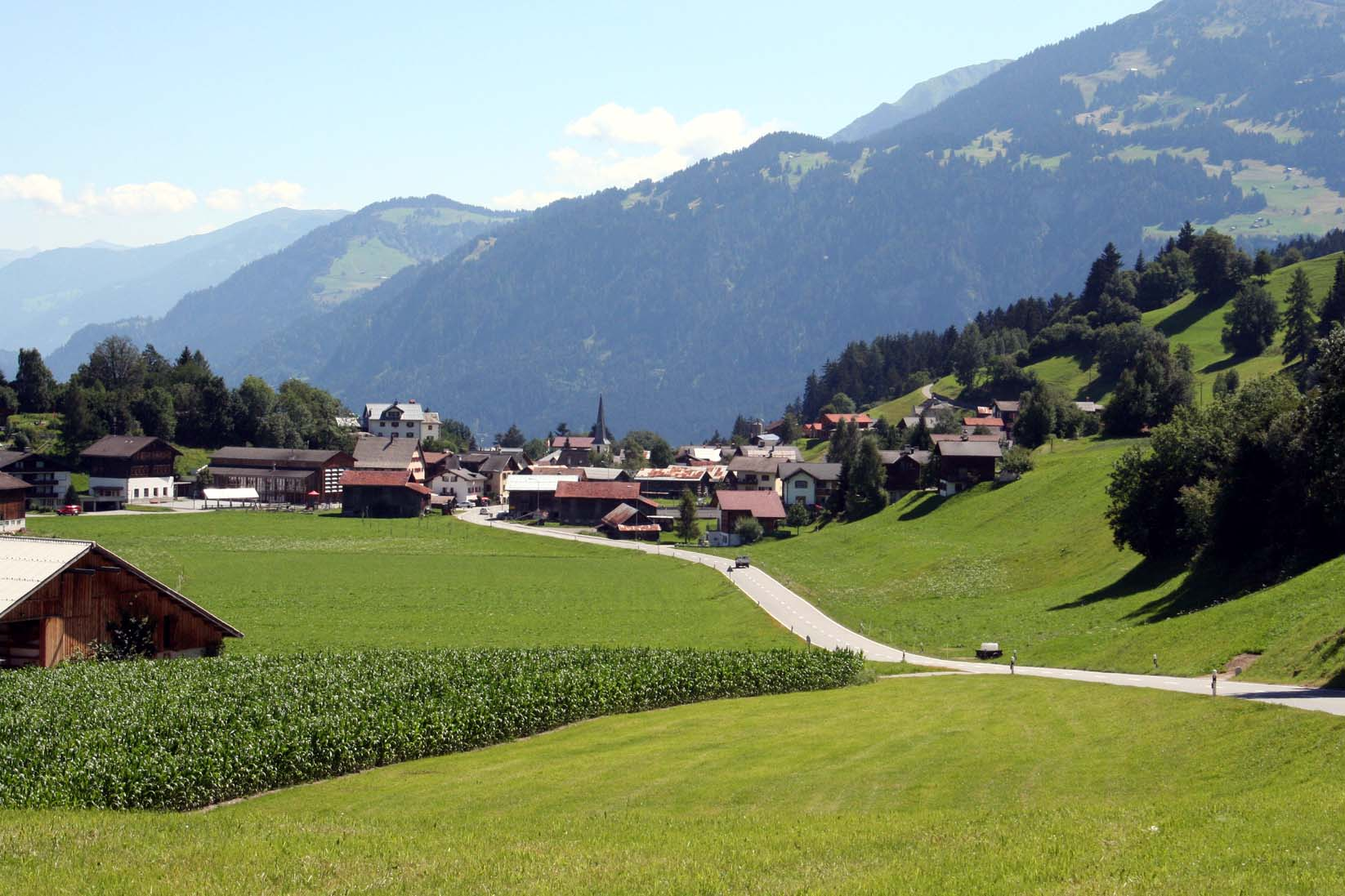
Flond

Obersaxen Mundaun är en kommun i regionen Surselva i den schweiziska kantonen Graubünden. Den bildades 2016 genom sammanslagning av de tidigare kommunerna Obersaxen och Mundaun. 
Obersaxen består av ett antal byar, av vilka Meierhof är störst (214 invånare), och centrum även för den nya kommunen.
Mundaun består av de två byarna Flond (219 invånare) och Surcuolm (107 invånare), som fram till 2009 bildade var sin egen kommun. 

## Språk
Obersaxen bildar sedan medeltiden en tysk språkö. Flond och Surcuolm har hållit kvar vid den surselviska rätoromanska som är regionens dominerande språk, men under de senaste årtiondena har andelen tyskspråkiga ökat även här, främst till följd av inflyttning. 

## Utbildning
I samband med kommunsammanslagningen centraliserades hela grundskolan till skolhuset Meierhof. Den är dock språkligt delad: Fram till och med årskurs 6 har eleverna från Obersaxen tyskspråkig undervisning, medan den för eleverna från Flond och Surcuolm är rätoromansk.

## Religion
Flond blev reformert 1526, medan Surcuolm och Obersaxen har förblivit katolska.

## Arbetsliv
Förr i tiden livnärde sig de allra flesta av lantbruk, men under senare delen av 1900-talet har turism och vintersport kommit att dominera näringslivet. En stor del av de förvärvsarbetande pendlar ut från kommunen, främst till Ilanz.